# Aylesford-Affäre

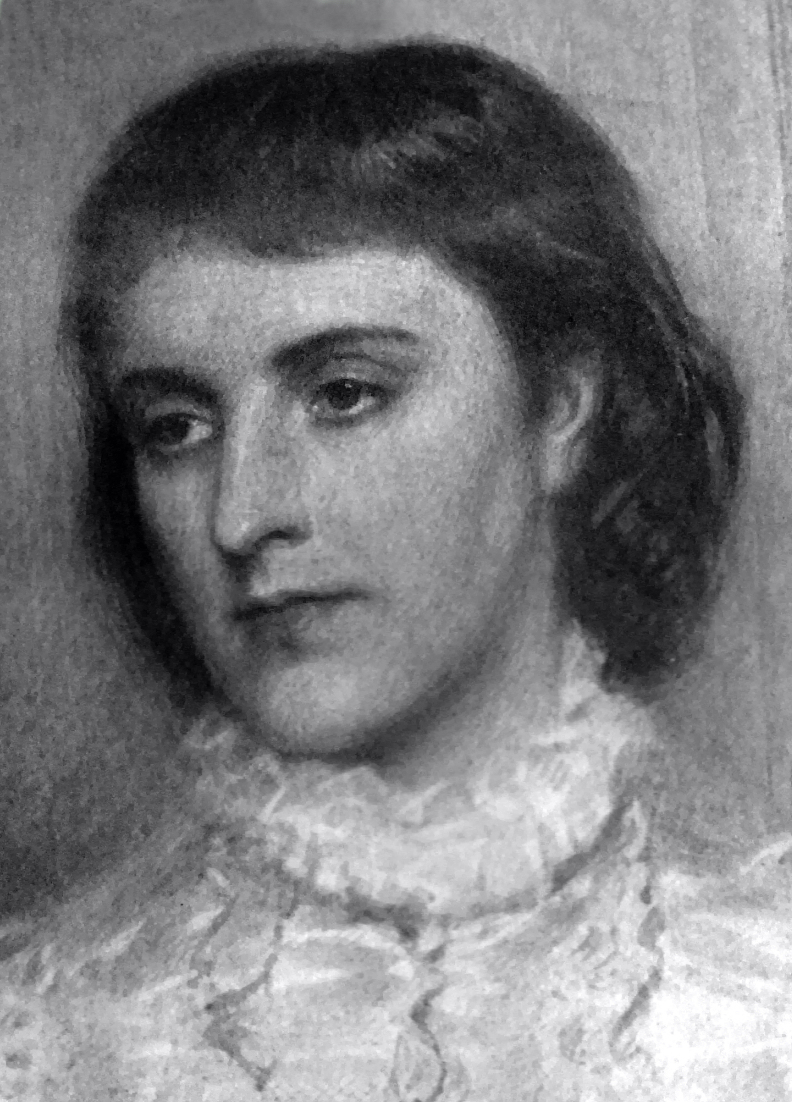
Lady Aylesford (um 1890)

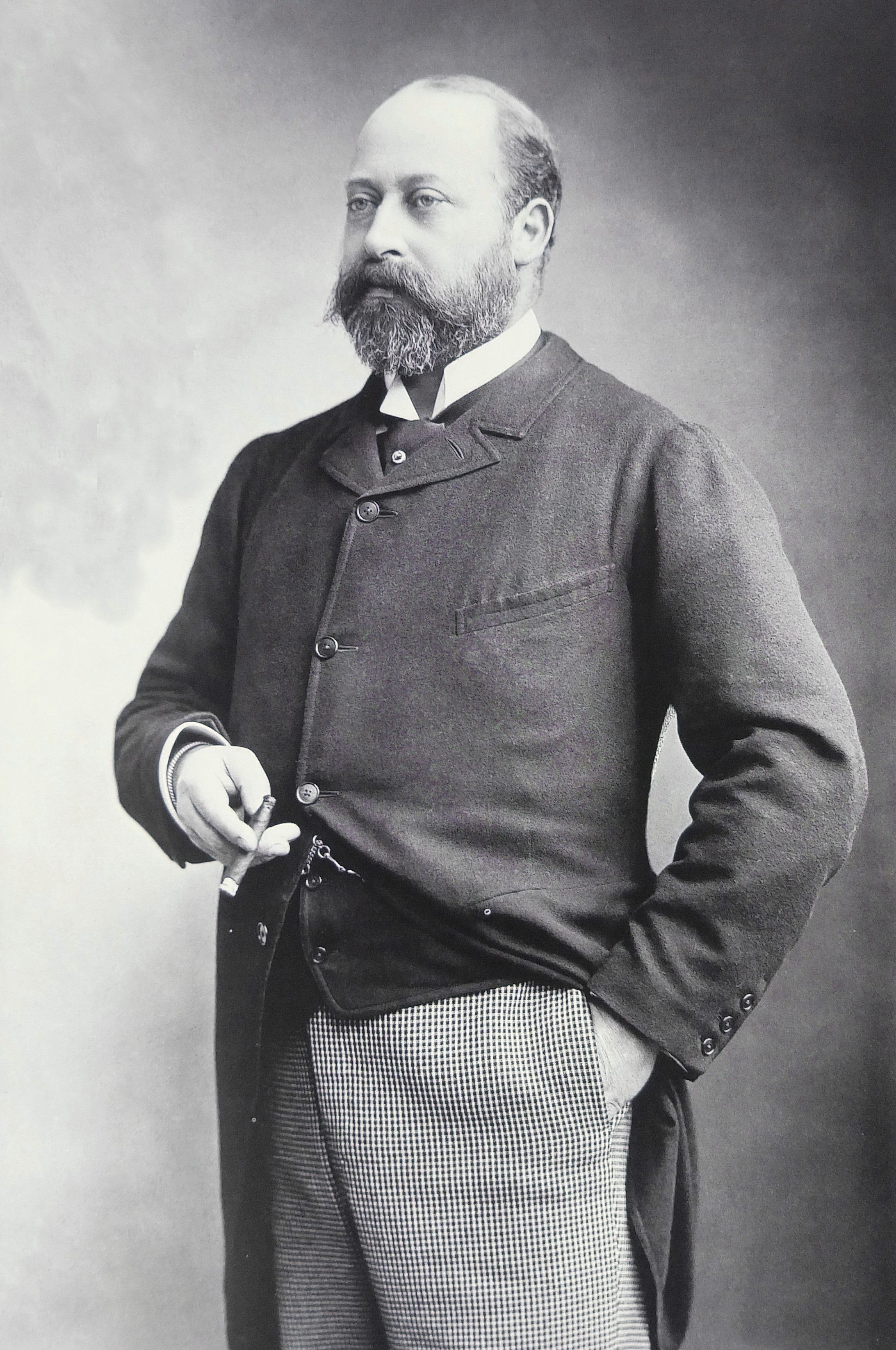
Prinz Eduard (1894)

Die Aylesford-Affäre (englisch Aylesford Affair) war ein gesellschaftlicher Skandal, der 1875 und 1876 die obere viktorianische Gesellschaft im Vereinigten Königreich erschütterte. Anlass war die Affäre zwischen dem Marquess of Blandford, Erbe des 7. Duke of Marlborough, und Lady Aylesford. Nachdem die Affäre Lord Aylesford bekannt geworden war, verlangte er eine Doppelscheidung. Der jüngere Bruder von Lord Blandford, Lord Randolph Churchill, der hinter den Vorgängen den ehemaligen Liebhaber von Lady Aylesford, Eduard, Prince of Wales, sah, versuchte daraufhin den Thronerben mithilfe kompromittierender Briefe zu erpressen. Dieser forderte daraufhin Churchill zu einer Entschuldigung oder zu einem Duell. Nachdem er Premierminister Benjamin Disraeli eingeschaltet und durch dessen Intervention die geforderte Entschuldigung erhalten hatte, sorgte er dafür, dass Randolph Churchill für die nächsten Jahre gesellschaftlich geächtet wurde.

## Hintergrund
Der Marquess of Blandford, Erbe des Duke of Marlborough, hatte im November 1869 Lady Albertha Frances Anne Hamilton, eine Tochter von James Hamilton, 1. Duke of Abercorn, geheiratet. Die arrangierte Ehe war jedoch nicht glücklich; wie Blandford später unzufrieden äußerte, hatte er bei der Wahl seiner zukünftigen Frau lediglich die Auswahl zwischen den Töchtern des Duke of Abercorn gehabt. Schnell gelangweilt von seiner Ehe, begann er bald damit, sich für andere Frauen zu interessieren. In den geschlossenen oberen Gesellschaftszirkeln des Viktorianischen Zeitalters wurde dies stillschweigend ignoriert, bis er eine Affäre mit Lady Aylesford begann. Beide gehörten, wie auch Eduard, Prince of Wales, zum sogenannten “Marlborough House Set”, einem geschlossenen gesellschaftlichen Zirkel der britischen Upper Class rund um Eduard und einige seiner engeren Freunde.
Lady Aylesford hatte zuvor bereits eine Affäre mit dem Prince of Wales gehabt. Ihr Ehemann, Heneage Finch, 7. Earl of Aylesford, einer der regulären Gefährten des Prince of Wales, hatte diese Affäre pflichtschuldig absichtlich übersehen, war jedoch nicht bereit, dies bei anderen Männern ebenfalls zu tun. Als ihm seine Frau übereilt die Affäre mit Lord Blandford per Brief beichtete und schrieb, sie habe vor, mit Blandford auszureißen, war er zu einem stillschweigenden Kompromiss nicht bereit. Lord Aylesford, der in diesem Herbst 1875 den Prince of Wales auf einer Reise nach Britisch-Indien als ein persönlicher Gast begleitete, brach die Reise ab und kehrte noch vor dem Prince of Wales zurück. Er leitete nun die Scheidung ein und forderte Lord Blandford dazu auf, sich ebenfalls scheiden zu lassen.

## Hergang des Skandals

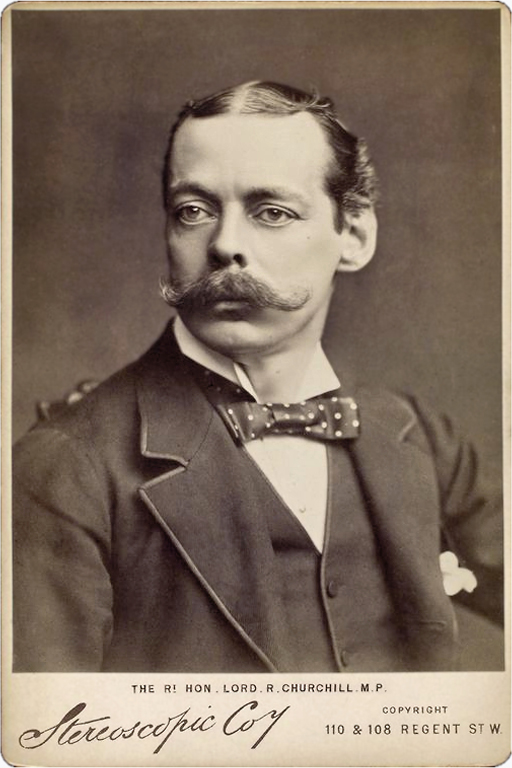
Randolph Churchill

Lord Randolph Churchill sprang nun seinem Bruder bei. Überzeugt davon, dass ein gekränkter Prince of Wales die eigentliche treibende Kraft hinter dem ganzen Scheidungsverfahren sei, versuchte er bei diesem einen Meinungswandel zu forcieren. Er brachte von seinem Bruder frühere Liebesbriefe des Prince of Wales in seinen Besitz, die an Lady Aylesford adressiert und mit seinem Spitznamen „Bertie“ unterzeichnet waren. Mit diesen Briefen als Rückversicherung ausgestattet, begann er Druck auszuüben; so ließ er im Beisein der Frau von Eduard, Alexandra von Dänemark, die Bemerkung fallen, dass er im Besitz von Briefen sei, die eine Garantie dafür seien, dass Eduard niemals auf dem Thron sitzen würde.
Ein zorniger Eduard forderte daraufhin Lord Hardwicke auf, die ganze Angelegenheit vor Premierminister Benjamin Disraeli zu bringen. Parallel dazu forderte er Randolph Churchill zu einer förmlichen Entschuldigung auf. Falls Churchill dem nicht nachkomme, forderte er ihn zum Duell, sobald er selbst von seiner Reise zurückgekehrt sei. Randolph Churchill verweigerte jedoch die Entschuldigung. Das Duell mit dem Prince of Wales selbst lehnte er ebenfalls ab und offerierte, er würde sich stattdessen jederzeit mit einem Ersatzmann duellieren, gegen seinen zukünftigen Souverän könne er dagegen jedoch nicht die Hand erheben. In einem belehrenden weiteren Brief führte er weiterhin aus, dass Eduard bewusst sein müsse, dass er die Herausforderung niemals annehmen könne, da kein britischer Staatsbürger jemals die Hand gegen den Thronerben erheben könne.
Zum Zeitpunkt von Eduards Rückkehr war die Angelegenheit im britischen Hochadel in aller Munde; Lord Hardwicke und seine Frau Alexandra rieten Eduard dazu, angesichts der äußerst ernsten Situation und der Gefahr für seinen Ruf, Premierminister Disraeli als Vermittler einzuschalten.
Premierminister Disraeli vermittelte nun. Er lud zunächst seinen Parteigenossen Randolph Churchill vor und versuchte – erfolglos – auf ihn einzuwirken. Gemeinsam mit Lord Hardwicke konnte er jedoch Lord Aylesford dazu bringen, die Scheidungsklage zurückziehen. Ein weitergehender öffentlicher Skandal durch ein Scheidungsverfahren im Licht der Öffentlichkeit war nun zunächst verhindert worden. Eduard, Prince of Wales, war jedoch nicht zufrieden. Die Churchills wurden nun gesellschaftlich geächtet. Eduard ließ verlauten, er würde fortan kein Haus mehr betreten, welches die beiden Churchill-Brüder empfange. Lady Aylesford wurde währenddessen zu einer persona non grata, und ihr Ehemann entzog ihr das Sorgerecht für die gemeinsamen Kinder. Die Churchills, in ihrem Gesellschaftszirkel nahezu geächtet, brachen zu einer Amerika-Reise auf, wurden jedoch von Briefen eingeholt, in denen Eduard sie aufforderte, ein Entschuldigungsschreiben zu unterzeichnen, das vom Lord Chancellor aufgesetzt worden und sowohl von Premierminister Disraeli als auch vom liberalen Oppositionsführer Lord Hartington bestätigt worden war. Randolph Churchill unterzeichnete dieses Schreiben zwar, wählte jedoch ganz bewusst den Jahrestag der Schlacht von Saratoga und fügte in einem Postscriptum bei, er habe „als Gentleman“ das Schreiben des Lord Chancellor akzeptieren müssen. Eduard verweigerte daraufhin erneut einen Ausgleich zwischen sich und Randolph Churchill.
Disraeli wirkte nun auf den Vater der Churchills, den 7. Duke of Marlborough ein. Dieser nahm widerwillig das Amt des Lord Lieutenant of Ireland an und ging nach Dublin. Noch 1874 hatte er der Unannehmlichkeiten und hohen Kosten wegen dieses Amt ausgeschlagen – um das Amt auszufüllen, waren finanzielle Aufwendungen von 40.000 Pfund per annum notwendig, die finanzielle Entschädigung betrug jedoch lediglich die Hälfte. Widerstrebend nahm er das Amt nun an, um seinen dritten Sohn, den er mit sich als seinen Privatsekretär nach Irland nahm, aus der Schusslinie zu entfernen. Randolph Churchill begleitete ihn mit seiner Frau und seinem jungen Sohn Winston, der später den Aufenthalt in Irland zu seinen frühesten Jugenderinnerungen zählte.

## Spätere Vorgänge
Lord Blandford, der in den eigentlichen Erpressungsversuch nicht sichtbar involviert gewesen war, fand dagegen problemlos erneut Zugang zur höheren Gesellschaft und versöhnte sich zunächst mit seiner Ehefrau, setzte die Affäre mit Lady Aylesford gleichzeitig jedoch in Paris fort. Aus der Affäre entsprang 1881 ein gemeinsames Kind, Guy Bertrand Spencer. Da die Illegitimität des Kindes offensichtlich war – Lord und Lady Aylesford lebten seit langem getrennt –, wurde die Vaterschaft des Kindes von Lord Aylesford angefochten und im Juli 1885 wurde vom Oberhaus (House of Lords) geurteilt, dass das Kind illegitim sei und keine Anrechte auf den Familientitel habe. Nachdem sie von Blandford verlassen worden und von ihrem Mann nur mit einer Pension bedacht worden war, verbrachte Lady Aylesford ihre letzten Lebensjahre in Armut.
Nach den Unterhauswahlen 1880 bildeten die siegreichen Liberalen unter William Gladstone erneut die Regierung; sie nominierten einen eigenen Lord Lieutenant of Ireland, wodurch die Churchills aus ihrem irischen Exil zurückkehren konnten. Randolph Churchill betätigte sich nun erneut aktiv als Politiker. Als Anführer einer Gruppe junger, progressiver Konservativer, bald als „vierte Partei“ bezeichnet, wurde er als begabter Redner in kurzer Zeit zu einem der führenden konservativen Politiker im Unterhaus. Er formulierte deren Programm, das unter dem Schlagwort „Tory Democracy“ bekannt wurde. So stieg er bis zum Schatzkanzler im Kabinett von Lord Salisbury auf, bevor er durch einen spektakulären Rücktritt seine politische Karriere abrupt beendete. Eduard, der weitaus mehr mit den Konservativen als mit den Liberalen sympathisierte, fand sich nun zu einem Rapprochement bereit und pflegte bald erneut privaten Umgang mit Randolph Churchill und dessen Familie.